# Кей-Кавус I
Кей-Кавус I (*6 листопада 1180 — 7 січня 1220) — 9-й султан Рума в 1211—1220 роках. Повне ім'я Ізз ад-Дін Кей-Кабус бен Кей-Хосров.

## Життєпис

### Молоді роки
Походив з династії Сельджукидів. Старший син султана Кей-Хосрова I та Давлат Разії-хатун. Народився у 1180 році. У 1196 році після повалення батька вимушений з ним перебратися до Константинополя. Після цього разом з Кей-Хосровом мешкав в столиці візантійської імперії до 1204 року. Тут здобув гарну освіту.
Після захоплення Константинополя учасниками Четвертого хрестового походу перебрався до Нікеї. У 1205 році разом з батьком, що знову став султаном, повернувся до Коньї.

### Боротьба за владу
У 1211 році після загибелі батька біля Філадельфії (Алашехіра) стає володарем Румського султанату. Вимушений був захищати свої права від вимог молодшого брата Кей-Кубада, що дістав підтримку від стрийка — Тогрул-шаха, маліка Ерзерума, та Левона II, короля Кілікії. Інший брав зміцнився в порту Анталія, звідки запросив на допомогу хрестоносців з Кіпру. Спочатку супротивники захопили Східну Анатолію, а Левон II увійшов до столиці султанату — Коньї.
Натомість Кей-Кавус I зумів здобути прихильність більшості маліків (намісників) та військовиків центральної Анатолії. Невдовзі він захопив Кайсері, Ереглі, Караман та Конью. Слідом за цим змусив Левона II відступити від союзу з Кей-Кубадом.
У 1213 році переміг Тогрул-шаха, якого стратив. Втім Кей-Кубад звернувся по допомогу до тюркських племен, що мешкали в Пафлагонії. Для остаточного придушення цього повстання Кей-Кавус I уклав з Феодором I, нікейським імператором, мирний договір, за яким останній відмовлявся підтримувати Кей-Кубада. Потім придушив усі заколоти, захопивши своїх братів.

### Володарювання
Продовжив політику свого попередника щодо розширення володінь на півночі та заході Малої Азії. У 1213—1214 роках Кей-Кавус I встановив торгові відносини з королівством Кіпру, а також з Венеційською республікою. Ці заходи істотно збільшили обсяг торгівлі з європейцями через порт Анталія.
Водночас султан поставив перед собою завдання завоювати порти на узбережжі Чорного моря. У жовтні 1214 року Кей-Кавус I підійшов до Синопа. Спрямована вперед розвідка донесла, що в передмістях з нечисленною свитою полює Олексій I Великий Комнін, імператор Трапезундської імперії. Незабаром того було схоплено й доправлено до султана. Імператору був висунуто вимогу: якщо міські ворота не будуть відкриті, то Синоп буде обложений і здобутий штурмом. В цьому випадку Олексія Комніна буде страчено, населення його імперії винищено або забрано у полон. Олексій Комнін, недовго думаючи, відправив до Синопа гінця з наказом відкрити міські ворота і здати місто. 28 жовтня 1214 року над Синопом було піднято прапор султана.
Разом з тим Кей-Кавус I не поспішав відпускати трапезундського імператора. Від нього султан також домігся визнання своєї зверхності та зобов'язання щорічно платити данину у 10 тисяч золотих динарів, 500 коней, 2 тисячі голів великої рогатої худоби, 10 тисяч овець. Крім того, на вимогу султана Олексій Комнін повинен був спрямовувати допоміжні війська. Після цього імператорові було дозволено сісти на корабель і відплисти до Трапезунда. У Синопі церкви були перероблені в мечеті, в місті був розміщено залогу і призначений комендант. Звістку про здобуття Синопа Кей-Кавус I спрямував багдадському халіфу ан-Насіру. Втім, зміцнення та перебудова міста тривали до вересня 1215 року.
У 1216 році воював проти Кілікійської Вірменії. Королю Левону II було завдано поразки, проте той не визнав зверхність Руму. Втім Кей-Кубад I домігся передачі йому прикордонних фортець та вільного торгівельного шляху з Анатолії до Сирії через Кілікію. Того ж року намагався захопити Алеппо в Айюбидів, проте без успіху. 1217 року за наказом султана в Сівасі було зведено медресе (школа) з лікарнею та власним мавзолеєм.
У 1218 році уклав союз з очільниками П'ятого хрестового походу — Георгом Відським та Вільгельмом I, графом Голландії, спрямований проти аль-Каміля, султана Єгипту та Сирії. Кей-Кавус I сподівався розширити володіння своєї держави в Кілікії та Північній Сирії. Проте діяв невпевнено. До того ж хрестоносці зазнали невдачі під Дамієттою у 1220 році. Невдовзі султан Рума помер від сухот. Йому спадкував брат Кей-Кубад I.